# Bataille de Martos
La bataille de Martos s'est déroulée le 21 octobre 1275, lorsque les forces castillanes de Sanche d'Aragon attaquent une armée mérinido-nasride de retour d'une campagne de pillages. L'affrontement tourne à l'avantage de l'armée musulmane qui met en déroute les Castillans, et tue leur chef, Sanche d'Aragon.

## Contexte
Au début des années 1270, le royaume nasride de Grenade paye en tant que vassal, un tribut au puissant royaume de Castille. En 1273, le roi Alphonse X de Castille réclame une énorme somme de 300 000 maravédis aux Grenadins. Inacceptable pour le sultan nasride Mohammed II al-Faqih qui implore de l'aide au sultan mérinide Abu Yusuf. Celui-ci répond favorablement, et traverse pour la première fois le détroit de Gibraltar avec une grande armée à l'été 1275. Il mène une campagne contre le territoire castillan en coordination avec les troupes grenadines. Le roi Alphonse X étant loin du pays, il laisse son fils et héritier, l'infant Ferdinand, comme régent du royaume. Ferdinand se précipite pour lever des troupes mais meurt subitement à Vila-real.
Le pays étant sans chef, les Maures prennent le dessus et ravagent les terres du sud castillan. En septembre, le maire adelantado d'Andalousie, Nuño González de Lara, tente de les arrêter mais il est battu et tué dans la bataille d'Écija. Le jeune archevêque de Tolède, infant Sanche d'Aragon, se met alors à la tête d'une troupe de chevaliers de Tolède, Madrid, Guadalajara et Talavera, et marche vers le sud pour intercepter les envahisseurs musulmans. Une autre force de secours marche vers Jaén sous le commandement de Lope Díaz de Haro.

## Déroulement
L'armée castillane séjourne à Torredelcampo lorsque l'archevêque Sanche d'Aragon apprend par l'intermédiaire d'Alfonso Garcia, commandeur de Martos de l'Ordre de Calatrava, qu'une force maure pleine de butin et prisonniers chrétiens, est proche. Ses propres hommes lui conseillent d'attendre l'arrivée des forces de Lope Diaz de Haro avant d'attaquer, mais le jeune Sancho, entêté, décide d'attaquer immédiatement,. Le combat a lieu probablement près de Torredonjimeno. Les Castillans, en infériorité numérique, sont taillés en pièces et peu de chevaliers réussirent à s'échapper, la plupart ont été tués ou faits prisonniers. L'archevêque Sancho est tué. Initialement fait prisonnier, il est rapidement reconnu comme un otage de grande importance, en tant que fils du roi d'Aragon Jacques Ier. Une dispute éclate entre les chefs grenadins et marocains pour savoir à qui appartient l'otage. Afin de mettre fin au problème, le gouverneur grenadin de Malaga tue l'archevêque Sancho, le décapite et lui coupe la main. La tête est donnée aux Marocains et la main aux Grenadins,.

## Sources

### Sources bibliographiques
1. 1 2 3  Abarca 1682, p. 290
2. ↑  Suárez Fernández, Volume 2 1975, p. 173
3. 1 2  Suárez Fernández, Volume 2 1975, p. 174
4. ↑  Zurita 1604, p. 376
5. 1 2  Zurita 1604, p. 377

#### Hispanophone
- Luis Suárez Fernández, Historia de España Antigua y Media (2 vols.), Madrid, Ediciones Rialp, 1975.
- Pedro Abarca, Los Reyes de Aragón en anales históricos, Primera parte, Madrid, Imprenta Imperial, 1682.
- Jerónimo Zurita, Anales de Aragón, E. Leroux, 1604 (lire en ligne).